# Udai Singh II.

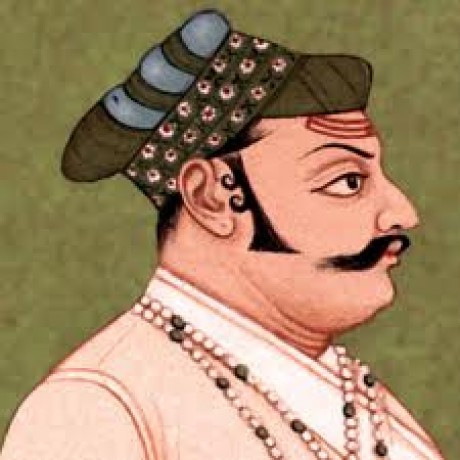
Maharana Udai Singh II.

Maharana Udai Singh II. (* 4. August 1522 in Chittorgarh; † 28. Februar 1572 in Gogunda) war einer der bedeutendsten Herrscher des Rajputenstaates Mewar. Er gilt als Gründer der nach ihm benannten Stadt Udaipur im heutigen indischen Bundesstaat Rajasthan.

## Leben
Udai Singh war der vierte Sohn von Maharana Sangram Singh, der meist als Rana Sanga bezeichnet wird, und somit der Urenkel von Rana Kumbha. Seine Mutter war Rani Karnavati, eine Prinzessin des Fürstenstaates Bundi. Sein Vater starb bereits im Jahr seiner Geburt; seine Nachfolge trat der älteste Sohn Ratan Singh an, der jedoch neun Jahre später (1531) ermordet wurde. Sein Bruder Vikramaditya Singh folgte ihm als Herrscher über Mewar nach, doch gelang es ihm nicht, Chittorgarh vor der Belagerung und Eroberung durch den türkischstämmigen Sultan von Gujarat, Bahadur Shah, in den Jahren 1534/35 zu bewahren. Der erst 13-jährige Udai Singh war zuvor in Bundi, später dann im Fort von Kumbhalgarh in Sicherheit gebracht bzw. unter falschem Namen versteckt worden. Im Jahr 1537 ließ Banbir, sein Onkel, Vikramaditya umbringen und usurpierte einige Jahre lang die Macht in Mewar.
Nach Erreichen der Volljährigkeit im Jahr 1540 jedoch huldigten die Adligen von Mewar Udai Singh als neuem Herrscher über das Fürstentum, das in den Folgejahren eine lange Zeit relativer innerer und äußerer Ruhe erlebte. Als Udai Singh jedoch in den Jahren 1561/2 dem Sultan von Malwa, das von den Truppen des Mogulherrschers Akbar I. (reg. 1556–1605) angegriffen wurde, kurzzeitig Zuflucht gewährte, wendete sich Akbar im Herbst 1567 gegen Mewars Hauptstadt Chittorgarh, das sich – nach heftigem und zähen, aber letztlich erfolglosen Widerstand – im Februar des Folgejahres ergab. Auf Anraten der Adligen hatte Udai Singh sich der Belagerung durch eine Flucht in die Berge entzogen; er lebte fortan im Westen Rajasthans. Vor seinem Tod (1572) bestimmte er – möglicherweise aus Liebe zu dessen Mutter – seinen vierten Sohn Jamal zu seinem Thronfolger, doch wurde dieser von den Adligen Mewars daran gehindert, die Nachfolge anzutreten; stattdessen folgte ihm sein ältester Sohn Rana Pratap Singh (reg. 1572–1597) nach.

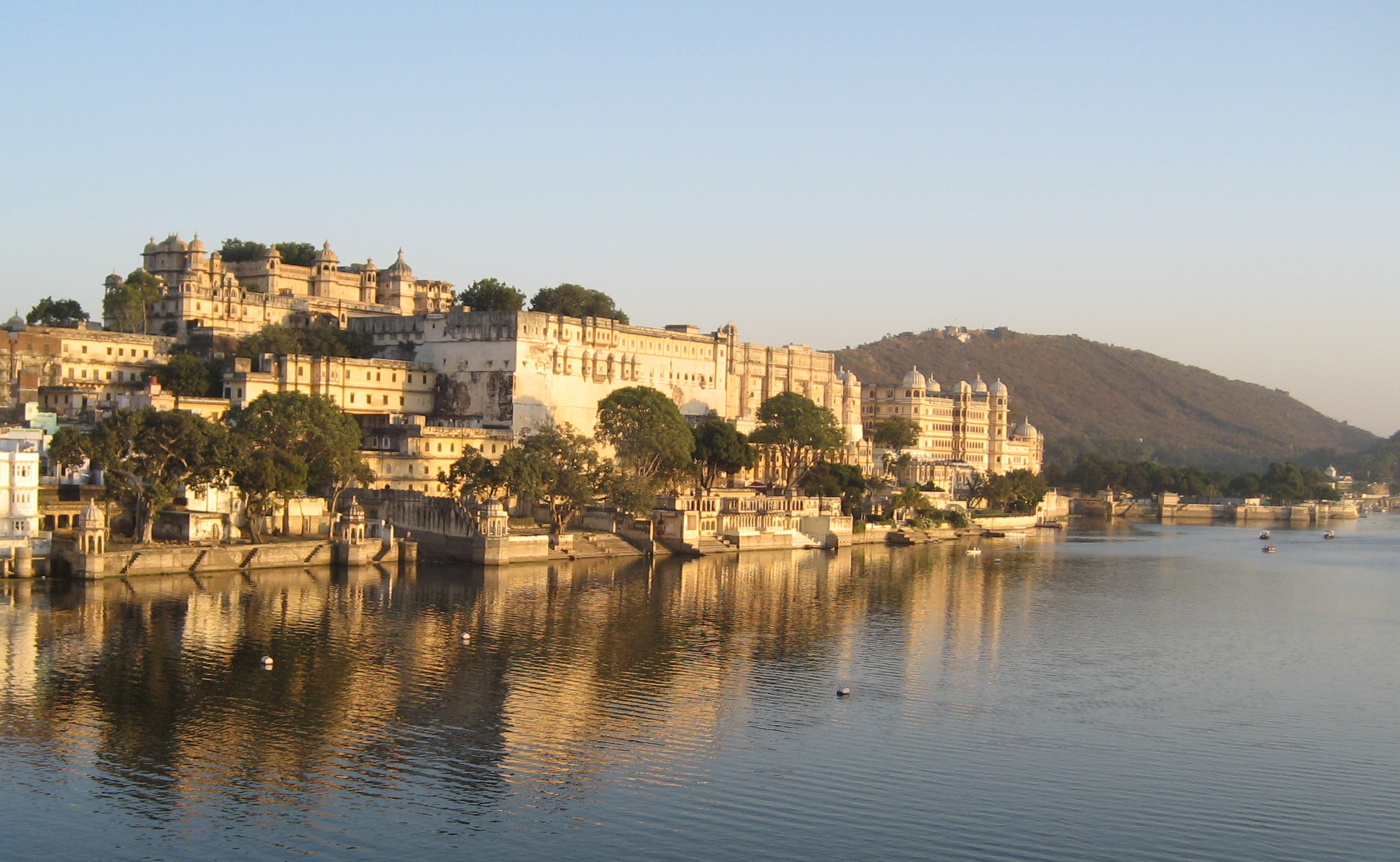
Udaipur – City-Palace und Picchola Lake

## Gründung von Udaipur
Die ehemals waldreiche Umgebung des Pichhola-Sees in der Aravalli-Bergen diente den Fürsten von Mewar schon seit langem als Jagdgebiet; gemäß der Überlieferung ließ Udai Singh den See aufstauen und somit vergrößern. Am Seeufer bestand bereits vor dem Eintreffen Udai Singhs eine kleine Siedlung, die jedoch danach – vor allem wegen ihrer strategisch gut zu verteidigenden Lage und ihrer Entfernung zu Chittorgarh, dessen Bedeutung nach der Eroberung durch Akbar extrem gesunken war – prächtig ausgestaltet wurde. Ein genaues Gründungsdatum Udaipurs – manchmal wird das Jahr 1568 oder 1569 genannt – ist insofern nicht zu ermitteln, doch ist Udai Singh II. allgemein als Stadtgründer anerkannt.